# آنتونیو آلزامندی
آنتونیو آلزامندی (انگلیسی: Antonio Alzamendi؛ زادهٔ ۷ ژوئن ۱۹۵۶) بازیکن فوتبال اهل اروگوئه است.
از باشگاه‌هایی که در آن بازی کرده‌است می‌توان به اتلتیکو ایندپندینته، باشگاه فوتبال پنیارول، ریور پلاته و باشگاه فوتبال ناسیونال اروگوئه، ریور پلاته و تیم ملی فوتبال اروگوئه اشاره کرد.
وی همچنین در تیم ملی فوتبال Uruguay بازی کرده‌است.